# Alfred Agster
Alfred Emil Oskar Agster (* 12. April 1858 in Ilsfeld; † 10. Januar 1904 in Degerloch) war ein deutscher Apotheker und Mitglied des Deutschen Reichstags.

## Leben
Alfred Agster besuchte das Gymnasium in Heilbronn und die Lateinschulen in Wildberg und Winnenden. 1872 trat er seine Lehrzeit als Apotheker an, absolvierte 1875 das Apothekergehilfen-Examen und war dann 4 Jahre lang in verschiedenen Geschäften Deutschlands und der Schweiz tätig.
Er machte während dieser Zeit auch das Einjährigen-Examen vor der Prüfungskommission in Erfurt und trat nach siebenjähriger pharmazeutischer Laufbahn noch auf ein Jahr in die oberste Klasse des Gymnasiums zu Tübingen ein. 1881 legte er das Abiturienten-Examen ab, um nunmehr auf den Universitäten Tübingen, Jena und Basel Medizin zu studieren. Infolge materieller Schwierigkeiten musste er aber nach siebensemestrigem Studium wieder zu seinem Beruf als Apotheker zurückkehren. Nebenbei war er politisch – im Interesse der Sozialdemokratie – tätig. 1889 musste er diesen Beruf, weil er inzwischen ob seiner politischen Tätigkeit „anrüchig“ geworden war, gleichfalls wieder aufgeben und siedelte hierauf nach Stuttgart über, um hier eine Reihe von Jahren der journalistischen Tätigkeit nachzugehen. Von 1890 bis 1895 war er Redakteur der Schwäbischen Tagwacht. 1890 und 1893 kandidierte er erfolglos für den Deutschen Reichstag. Im März 1897 wurde er an die Spitze des von den Arbeiterorganisationen gegründeten Arbeitersekretariats berufen und befand sich bis 1899 in dieser Stellung.
Von 1898 bis 1903 war er Mitglied des Deutschen Reichstags für den Wahlkreis Großherzogtum Baden 9 Pforzheim, Ettlingen und die SPD. Während einer Reichstagssitzung wurde er 1899 geistig derart verworren, dass er in eine Heilanstalt eingeliefert werden musste. Eine Ersatzwahl fand nicht statt, weil die gesetzlichen Voraussetzungen für einen derartigen Fall, dass ein Abgeordneter sein Mandat auf Grund geistiger Verwirrtheit nicht weiter wahrnehmen kann, nicht geklärt waren. 1904 beging er Suizid, er war in seinen letzten Lebensjahren morphiumabhängig.